# Synagogue de Pise
 (juillet 2025).
La synagogue de Pise, capitale de la province italienne de Pise dans la région Toscane, est située au 24 Via Palestro.
La synagogue fut acquise par la communauté juive en 1647 et reconstruite en 1785 puis dans les années 1860.
Après des années de rénovation, la synagogue a rouvert ses portes en 2015.

## Source de traduction

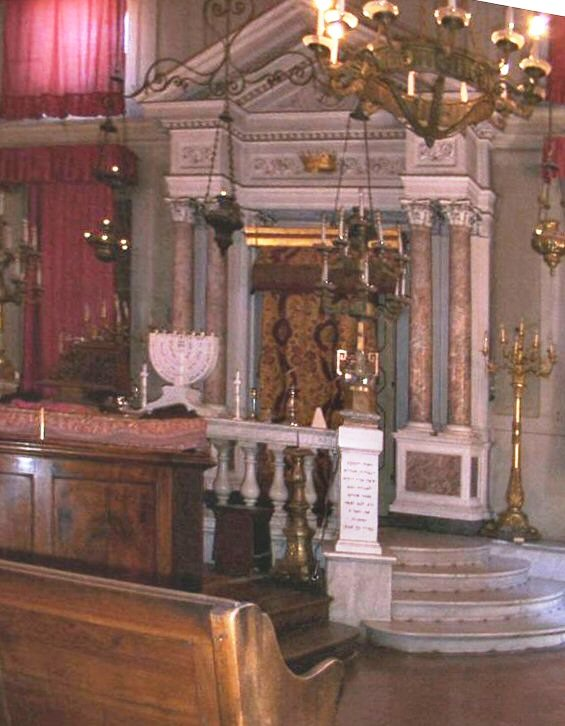
L'intérieur avec l'Arche sainte, le Parokhet, et laBimah

## Liens
- Notices d'autorité :   - VIAF
  - LCCN
  - Israël
  - WorldCat